# 전라남도의 축제 목록
2007년 기준 전라남도에서 열리는 축제는 총 44개다.

## 전라남도의 축제 목록
| 지역   | 축제 명                      | 개최시기  | 주요 내용 | 주최/주관                    |
| ------ | ---------------------------- | --------- | --- | ---------------------------- |
| 목포시 | 유달산 꽃축제                | 4월       | 노적봉 강강술래, 꽃향기따라걷기, 꽃종을 울려라, 꽃길 마라톤, 역사의거리 공연여행, 4.8만세운동 재현행사 등                                      | 목포시                       |
| 목포시 | 목포해양문화축제             | 7월~8월   | 해상카니발,바다분수해상불꽃쇼,전통문화체험행사,콘서트,청소년문화,비보이페스티벌등                                                              | 목포시/목포시축제추진위원회  |
| 여수시 | 향일암 일출제                | 1월 1일   | 길놀이, 모듬북공연, 일출가요제, 제야의종타종, 신년맞이 불꽃놀이, 일출기원 제례 등                                                              | 축제추진위원회               |
| 여수시 | 영취산 진달래 축제           | 4월       | 길놀이,산신제, 가족등산 대회, 홍교밟기, 진달래 사진전, 진달래전 체험등                                                                         | 축제보존회                   |
| 여수시 | 남해안 생선 요리축제         | 5월       | 치어방류행사, 생선요리 시식회, 패류속 진주찾기, 생선회 썰기 등                                                                                 | 음식업지부                   |
| 여수시 | 진남제                       | 5월       | 고유제, 가장행렬, 수륙대제, 용줄다리기, 거북선문화 체험한마당, 선소축제, 노젓기체험 등                                                         | (사)진남제전보존회           |
| 순천시 | 낙안 민속 문화 축제          | 5월       | 비나리제/솟대세우기, 군수부임행렬,송사재현극, 낙안큰줄다리기, 풍물놀이, 직물공예 등 민속놀이                                                   | 낙안읍성보존회               |
| 순천시 | 팔마문화제                   | 10월      | 팔마고수대회, 국악한마당, 백일장, 전시회, 연주회, 기타 각종 문화예술행사                                                                       | 순천시                       |
| 순천시 | 남도 음식 문화 큰잔치        | 10월      | 남도음식 전시, 판매, 시연, 경연 대회, 대학생 풍물놀이 한마당, 시민노래자랑, 관광객 장기자랑 등                                                 | 전라남도, 순천시             |
| 나주시 | 영산강 역사 문화 축제        | 10월      | 영산강홍어 젓갈배맞이, 나주동서부 줄다리기, 역사맞이 굿반남고분군 퍼포먼스, 솟대세우기 등                                                      | 나주시, 나주시의회           |
| 광양시 | 광양매화축제                 | 3월       | 전국매화사진 촬영대회, 매화사생대회, 매화꽃길 작은음악회 등                                                                                    | 광양시                       |
| 광양시 | 광양 숯불구이 축제           | 3월       | 광양버꾸놀이공연, 맛자랑 멋자랑 경연, 청소년 어울 마당 등                                                                                      | 광양시                       |
| 광양시 | 광양 전어 축제               | 9월       | 전어잡이노래 공연, 선악퍼레이드, 전어요리 공연, 국악·노래공연 등                                                                               | 광양시                       |
| 광양시 | 백운산 약수제                | 3월       | 기념식, 약수제례, 농악놀이, 약수시음, 특산품 판매장운영                                                                                        | 광양시                       |
| 화순군 | 화순 고인돌 축제             | 4월       | 고인돌 축조 및 제사장 집전 재현, 선사체험 글쓰기 및 그림그리기, 선사체험 경연, 선사생활상 체험관,                                              | 화순군                       |
| 화순군 | 화순 운주 축제               | 10월      | 길놀이, 소망기달기전, 삼보일배. 학술세미나, 도암집짓기놀이, 운주사초막복원 등                                                                  | 도암번영회                   |
| 장흥군 | 제암철쭉제                   | 5월       | 철쭉제례, 가족등반대회, 선아선비 선발, 소망리본달기 등                                                                                         | 장흥군/제암산악회            |
| 장흥군 | 키조개축제                   | 5월       | 초청가수 공연, 불꽃놀이, 경비행기 축하비행 등                                                                                                  | 장흥군                       |
| 장흥군 | 갯장어 음식 대축제           | 7월       | 개막식, 불꽃놀이, 초청가수 공연, 체험어장 | 장흥군 / 장환어촌계          |
| 장흥군 | 천관산 억새제                | 10월      | 억새제례, 억새아가씨선발, 풍물한마당, 백두대간걷기                                                                                             | 장흥산악회                   |
| 장흥군 | 개매기 체험                  | 5월~10월  | 개매기체험, 갯벌체험, 갯벌썰매장 등 | 장흥군 / 신리어촌계          |
| 강진군 | 강진 청자 문화제             | 7월~8월   | 고려전통생활상 체험, 청자모자이크 체험, 청자빚기체험, 청자공모전, 청자학 술세미나                                                              | 강진군                       |
| 해남군 | 땅끝해넘이 해맞이축제        | 1월 1일   | 소원기세우기, 땅끝아울무대, 강강술래, 달집태우기, 불꽃놀이, 인정나누기, 소망기원제, 띠뱃놀이, 소망풍선날리기                                   | 해남군                       |
| 해남군 | 고천암 갈대 축제             | 11월      | 인라인 마라톤,건강걷기, 자전거하이킹,생태기원굿, 갈대공예, 고천암 생태탐사, 환경먹거리 전시등                                                  | 고천암 생태 공원추진본부     |
| 해남군 | 대흥사 단풍축제              | 11월      | 단풍체험 건강걷기, 단풍분재전, 고구마빨리 깎기, 단풍페이스페이팅, 향토 음식점, 해남특산품 코너                                                 | 삼산면, 대흥사상가번영회     |
| 영암군 | 영암 왕인 문화 축제          | 4월       | 왕인박사춘향대제, 왕인박사일본가오, 솟대-하늘의 교신, 배움의 등 달기, 구림에서 아스카로 부는 바람, 민속공연 등                                 | 영암군                       |
| 무안군 | 무안 백련 대축제             | 8월       | 연꽃수궁전, 연꽃가요제 농경문화체험, 연의효능 및 다도체험,                                                                                     | 무안군                       |
| 함평군 | 함평 나비 대축제             | 5월       | 나비관, 수련전시관, 전통짚공예체험, 나비도예 체험, 생활유물전시, 민속 행사 등                                                                  | 함평군                       |
| 함평군 | 대한민국 국향대전            | 10월~11월 | 국화전시, 국화경연대회, 국화작품전시 | 함평군/함평군 축제추진위원회 |
| 영광군 | 법성포 단오제                | 6월       | 연날리기, 씨름, 사생대회, 단오민속놀이, 굴비 홍보 도우미 선발 행사 등                                                                          | 영광군                       |
| 장성군 | 장성 홍길동 축제             | 5월       | 홍길동선발대회, 활빈당퍼포먼스, 율도국퍼포먼스, 홍길동자료전시                                                                                 | 장성군                       |
| 장성군 | 장성 백양 단풍 축제          | 10월      | 전국단풍등산대회, 단풍나무분재전, 단풍분장콘테스트, 장성곶감깎기체험                                                                           | 장성군                       |
| 완도군 | 완도 장보고 축제             | 4월 ~ 5월 | 청해진사람들과 만남, 청해진 유람선 승선체험, 전국청소년 장보고 및 해양역사캠프 등                                                              | 완도군                       |
| 진도군 | 진도신비의 바닷길 - 영등축제 | 5월       | 영등살놀이, 개매기,조개잡이 체험, 신비의 바닷길걷기, 진도개 묘기자랑 , 모세의기적 성전재현                                                     | 진도군                       |
| 신안군 | 임자 모래 체험축제           | 7월       | 모래조각전 외 11종 어구 및 곤충전시회, 개펄 체험 등                                                                                            | 신안군                       |
| 담양군 | 대나무축제                   | 5월       | 전통 대통술 담그기, 대나무 밀랍 만들기, 대나무 활쏘기, 대나무 그림 전시회 , 죽세공예품 전시, 죽제품경진대회, 남녀 죽검대회, 대(竹) 피리경연 등 | 담양군                       |
| 담양군 | 고서 포도 축제               | 격년 8월  | 포도 빨리먹기 대회, 와인담그기 시연, 포도나무 소망쪽지 태우기, 포도 품평회 등                                                                  | 고서포도축제추진위원회       |
| 담양군 | 창평 전통음식 축제           | 10월      | 창평농산물판매코너, 한과빨리먹기, 숨은엿찾기, 전통무료떡시식, 전통음식판매 등                                                                  | 창평전통음식축제추진위원회   |
| 곡성군 | 곡성 심청 축제               | 10월      | 심청학술대회, 공양미 삼백석모으기, 효녀심청 선발대회, 농특산품 전시 판매 등                                                                    | 곡성군                       |
| 곡성군 | 명장 목화 축제               | 8월       | 목화가요제, 목화길건강 달리기, 목화전시 및 판매 및 기타 면민 행사 등                                                                           | 겸면청년회                   |
| 곡성군 | 석곡코스모스음악회           | 9월       | 코스모스가요제, 짚풀공예,돌실라이,경판, 다슬기잡기 체험행사, 흑돼지시식 등                                                                     | 석곡코스모스음악회추진위원회 |
| 구례군 | 산수유 꽃축제                | 3월       | 사진촬영,삼림욕장걷기, 산수유꽃도자기 제작시연 및 체험, 산수유묘목심기, 지리산야생화 전시 및 작품만들기, 산수유차(술) 무료시음,                | 구례군                       |
| 구례군 | 지리산 피아골 단풍제         | 10월      | 단풍길걷기, 단풍제례, 농업박물관, 지리산 등산체험, 사생대회, 축하공연, 노래자랑 등                                                             | 구례군                       |
| 고흥군 | 우주 항공 축제               | 4월       | 공식행사 / 참여행사 / 전시행사 / 부대행사 | 고흥군                       |
| 보성군 | 보성다향제                   | 5월       | 다신제, 차 아가씨선발, 차잎따기,차만들기, 차문화강좌,다향백일장, 들차회표현, 철쭉제례 및 기타 행사                                             | 보성군                       |
| 보성군 | 보성 소리 축제               | 10월      | 국악가요제,국악마당, 판소리경연, 명창무대, 팔도소리 어울마당, “득음의 길” 판소리, 완창 발표회 등                                               | 보성군                       |

## 같이 보기
- 서울특별시의 축제 목록
- 부산광역시의 축제 목록
- 대구광역시의 축제 목록
- 인천광역시의 축제 목록
- 광주광역시의 축제 목록
- 대전광역시의 축제 목록
- 울산광역시의 축제 목록
- 세종특별자치시의 축제 목록
- 경기도의 축제 목록
- 강원특별자치도의 축제 목록
- 충청북도의 축제 목록
- 충청남도의 축제 목록
- 전북특별자치도의 축제 목록
- 경상북도의 축제 목록
- 경상남도의 축제 목록
- 제주특별자치도의 축제 목록